# Miloslav Gajdoš
Miloslav Gajdoš (* 13. dubna 1948 Město Albrechtice) je český kontrabasista, učitel hudby a skladatel.

## Životopis
V letech 1963 až 1968 absolvoval hru na kontrabas na konzervatoři v Kroměříži, jeho učitelem byl Alois Kříž. V roce 1972 vystudoval hru na kontrabas na Janáčkově akademii múzických umění v Brně u Jiřího Bortlíčka. V letech 1968 až 1972 studoval také skladbu u Zdeňka Zouhara. V letech 1976, 1977 a 1979 studoval kontrabas u Ludwiga Streichera na letních kurzech ve Výmaru. V letech 1976 a 1977 byl vítězem ceny mezinárodní soutěže kontrabasů v Markneukirchenu.
Během studií hrál na kontrabas v orchestru Janáčkova divadla v Brně (1968–1969) a ve Filharmonii pracujících Gottwaldov (dnes Zlín, 1969–1973). Hrál českou premiéru prvního kontrabasového koncertu Giovanniho Bottesiniho s Moravským filharmonickým orchestrem v Olomouci.
Od roku 1971 působil jako profesor na Konzervatoři P. J. Vejvanovského v Kroměříži. V roce 1978 založil v Kroměříži Bass club. V roce 1979 založil v Kroměříži mezinárodní soutěž kontrabasů Františka Gregory. Později učil v Moskvě, Debrecínu, Miskolci, Mnichově, Drážďanech a Berlíně a v roce 1997 přednášel mistrovské kurzy v New Yorku Juilliard School of Music. Mezi jeho studenty patřili Radomír Žalud, Miloslav Bubeníček, Roman Koudelka, Radoslav Šašina, Miloslav Jelínek, Pavel Klečka, Martin Šranko, Eva Šašinková, Luděk Zakopal, Miloslav Raisigl, Petr Ries a Jan Staněk.
Miroslav Gajdoš zpracoval pro kontrabas více než 70 děl a složil také duchovní hudbu pro kontrabas. Byl také sbormistrem Chrámového mužského sboru v tehdejším Gottwaldově (1970–1971), následoval smíšený sbor Moravan v Kroměříži (1975–1976). Spolupracoval v letech 1971–1989 s chrámovým sborem v Želechovicích nad Dřevnicí. Byl rovněž dirigentem kroměřížského komorního orchestru Capella baroca (1974–1992) a příležitostně varhaníkem a regenschorim v kostele Nanebevzetí Panny Marie v Kroměříži.
V 90. letech 20. století absolvoval několik koncertních turné po USA a vyznamenal se jako jeden z nejdůležitějších kontrabasových virtuózů konce 20. století. V roce 2000 byl spoluzakladatelem Mezinárodní hudební společnosti nesoucí jméno Johannese Matthiase Spergera.

## Dílo (výběr)
Skladby s kontrabasem
- Tři tance (1989)
- Národní fantazie pro 2 kontrabasy
- Kontrapunktické studie pro 2 kontrabasy
- Menuet pro 3 kontrabasy
- Písňová suita pro 3 kontrabasy
- Sexdecimet pro 16 kontrabasů
- Variace a moll pro kontrabas a klavír
- Moravský tanec pro kontrabas a klavír
- Koncert F dur pro kontrabas a orchestr (1969)
- Koncertní polonéza pro kontrabas a orchestr (1975)
- Česká fantasie pro kontrabas a orchestr (2002)
- Pan Bottesini pro zpěv a kontrabas
- Navštívení krásy pro zpěv, kontrabas a klavír (1980)

Komorní
- Sonatina pro housle a klavír (2000)
- Reminiscence pro housle, kytaru a kontrabas
- Kánony pro housle a kontrabas (1966–1974)
- Nálada pro klarinet, trubku a klavír

Duchovní
- Ad extremum, kantáta na slova J. A. Komenského
- Čtyři chvály, kantáta pro sóla, sbor a orchestr[2]